# Josef Bím
Josef Bím (* 24. Januar 1901 in Hochstadt an der Iser; † 5. September 1934) war ein in den 1920er-Jahren aktiver tschechoslowakischer Skisportler.

## Werdegang
Bím war bei den Olympischen Winterspielen 1924 als Soldat Teilnehmer der tschechoslowakischen Mannschaft beim Militärpatrouillenlauf und erzielte zusammen mit Bohuslav Josífek, Jan Mittlöhner und Karel Buchta den vierten Platz. Ferner belegte er in der Nordischen Kombination Platz 13 und im Spezialsprunglauf Platz 26.
Bei der Nordischen Skiweltmeisterschaft 1925 erreichte er im Skispringen den achten Platz und in der Disziplin Einzel (Normalschanze/18 km) den Rang 5 und ein Jahr darauf bei der Nordischen Skiweltmeisterschaft 1926 in Lahti in der Disziplin Einzel (Normalschanze / 17 km) Rang 23. Im Skispringen schied er aus und kam nicht in die Wertung.
Bei den Olympischen Winterspielen 1928 erreichte Bím im Spezialsprunglauf Platz 20.